# Peracle apicifulva
Peracle apicifulva är en snäckart som beskrevs av Meisenheimer 1906. Peracle apicifulva ingår i släktet Peracle och familjen Peraclididae. Inga underarter finns listade i Catalogue of Life.